# Nils Eric Justelius
Nils Eric Justelius, född 25 januari 1794 i Eksjö, död 9 september 1868 i Eksjö. Han var en svensk tenngjutare och rådman i Eksjö.

## Biografi
Justelius föddes 25 januari 1794 i Eksjö. Han var son till tenngjutaren och rådmannen Nils Justelius (1757-1829) och Anna Catharina Kjellberg (född 1763). Justelius bodde på 4:e kvarteret nummer 16 i Eksjö. Han flyttade omkring 1858 till kvarteret vågen 9 i staden.

### Familj
Justelius gifte sig med Stina Greta Lagergren (1798-1860). De fick tillsammans barnen Emelie Mathilda (född 1820), Jenny Josephina (född 1825), Edward (född 1828), Nils (född 1830), Thure Matthias (född 1831) och Martin (född 1836).